# Muban
Muban (thailändisch หมู่บ้าน) sind die untersten Verwaltungseinheiten in Thailand, meist mit „Dorf“ oder „Dorfgemeinschaft“ übersetzt. Sie sind unterhalb der Tambon (Gemeinden) angesiedelt. Ein Muban muss nicht unbedingt genau aus einer Siedlung bestehen. Größere Siedlungen können durchaus in mehrere Muban aufgeteilt sein, während mehrere kleine Siedlungen zu einem Muban zusammengefasst sein können.
Im Jahr 2009 gab es 74.956 Muban, die den 7.255 Tambon zugeordnet sind. Im Jahr 1990 bestand ein durchschnittliches Muban aus 144 Haushalten mit 746 Personen.
In den Namen thailändischer Dörfer wird das Muban meist zu Ban abgekürzt, wobei Ban (บ้าน) „Haus“ oder „Dorf“ bedeutet. Ban ist etwa vergleichbar mit „Zuhause“.

## Verwaltung
Muban werden von einem Phu-Yai-Ban (ผู้ใหญ่บ้าน – wörtlich: der große Mensch des Dorfes) verwaltet. Der Phu-Yai-Ban wird von der Dorfgemeinschaft gewählt und dann vom Innenministerium in seinem Amt bestätigt. Ursprünglich wurde der Phu-Yai-Ban auf Lebenszeit gewählt, heutzutage gilt für die Amtszeit ein Zeitraum von fünf Jahren. Anschließend können sie erneut zur Wiederwahl kandidieren.
Der Phu-Yai-Ban  hat zwei Assistenten, einen für Regierungs- und einen für Sicherheits-Angelegenheiten. Es kann in einem Muban auch ein Dorf-Komitee geben, das aus gewählten Mitgliedern der Gemeinde besteht und eine Beratungs-Funktion innehat.
Die Ausnahme sind Muban, die innerhalb einer Stadt (thesaban mueang oder thesaban nakhon) liegen, diese haben keinen Dorfvorsteher.